# Lou Donaldson
Lou Donaldson (1. listopadu 1926 Badin, Severní Karolína – 9. listopadu 2024) byl americký jazzový altsaxofonista. Počátkem padesátých let spolupracoval s Miltem Jacksonem, Gene Ammonsem a Thelonious Monkem a od roku 1952 měl vlastní skupinu. vydal několik desítek alb pod svým jménem a spolupracoval s umělci, jako byli Jimmy Smith, Dr. Lonnie Smith, Art Blakey, Sam Jones nebo Blue Mitchell. V roce 2012 byl uveden do North Carolina Music Hall of Fame a v následujícím roce získal ocenění NEA Jazz Masters.